# Kandidaatsleutel
Kandidaat-sleutel is in databasetechnologie een attribuut, eigenschap, karakteristiek of feit (of een combinatie hiervan) over een entiteit, fysiek object of gebeurtenis die voldoet aan volgende drie eisen:
1. Uniekheid: de waarde van het attribuut (of een combinatie hiervan) is uniek binnen de tabel en bepaalt dus eenduidig de record, rij of tupel waarin deze attribuut voorkomt. Geen twee rijen in een tabel kunnen dus identiek zijn vanwege het unieke attribuut (of combinatie van) in iedere rij.
2. Niet leeg: het attribuut (of een combinatie hiervan) is overal ingevuld. Kan dus niet leeg zijn.
3. Minimaal aantal attributen: de combinatie van attributen uit een record, rij of tupel is minimaal. Door het laten vallen van een van de attributen wordt de record, rij of tupel niet langer meer eenduidig bepaald.

In de vele gevallen zullen per tabel meerdere kandidaat-sleutels bestaan.  
De kandidaat-sleutel die hieruit wordt gekozen ter unieke identificatie van de record noemt men de primaire sleutel.
databasemanagementsysteem · databasemodel · databasenormalisatie · referentiële integriteit · relationele algebra · relationele database · relationeel model